# Serica aphodiina
Serica aphodiina är en skalbaggsart som beskrevs av Gustaf Johan Billberg 1820. Serica aphodiina ingår i släktet Serica och familjen Melolonthidae. Inga underarter finns listade i Catalogue of Life.